# Oleksandr Motusenko
Oleksandr Oleksijowytsch Motusenko (ukrainisch Олександр Олексійович Мотузенко; * 11. Juli 1967 in Smila) ist ein ehemaliger sowjetischer Kanute aus der Ukraine.

## Karriere
Oleksandr Motusenko gehörte bei den Olympischen Spielen 1988 in Seoul zum sowjetischen Aufgebot im Vierer-Kajak, dessen Besetzung neben ihm aus Ihor Nahajew, Serhij Kirsanow und Wiktor Denissow bestand. Nach Rang zwei im Vorlauf und einem Sieg im Halbfinale stand die Mannschaft im olympischen Endlauf, den sie auf dem zweiten Platz beendete. In 3:01,40 Minuten setzten sie sich um 0,9 Sekunden gegen die Mannschaft aus der DDR durch, während die siegreichen Ungarn um 1,2 Sekunden schneller waren als die sowjetische Mannschaft.
Bei Weltmeisterschaften sicherte sich Motusenko im Vierer-Kajak insgesamt sechs Medaillen. 1986 in Montreal gewann er über 500 Meter die Silbermedaille, ehe ihm auf dieser Strecke 1987 in Duisburg erstmals der Titelgewinn gelang. Außerdem belegte er über 1000 Meter den dritten Platz. Sowohl 1989 in Plowdiw als auch 1990 in Posen wurde er über 500 Meter erneut Weltmeister. Auf der 1000-Meter-Distanz gewann er 1990 außerdem die Silbermedaille.